# Ï
Ï (gemen form: ï) är en bokstav som används i vissa latinska alfabet; den kan läsas som bokstaven i. I vissa språk markerar ï att vokalen skall uttalas separat som en monoftong och inte som en diftong. Exempel: i grekiska läses kombinationen "oi" som "i" medan "oï " läses som "oj".
I afrikaans, galiciska, nederländska, franska och även vissa dialekter av engelska, används ï där två vokaler är bredvid en annan vokal. Exempel: franskans naïve.
Bokstaven används även i umesamiskan och sydsamiskan för att beteckna det bakre i-ljudet (sluten central orundad vokal, "mörkt i-ljud"; /ɨ/). 

## På tangentbordet
Bokstaven ï kan produceras på olika sätt, beroende på teknisk plattform. På en dator med Mac OS (och svenskt tangentbord) kan man trycka på tangenten ¨/^ och därefter trycka på i-tangenten. På virtuella tangentbord på smartmobiler finns ofta ï som ett alternativt tecken under huvudvalet i.